# اطلاع‌شناسی
اطلاع‌شناسی اصطلاحی است که اشاره به شناخت اطلاعات دارد و همان‌گونه که در رشته‌هایی با پسوند "شناسی" نظیر روان‌شناسی، جامعه‌شناسی، و زبان‌شناسی، جزء اول ترکیب اشاره به درونمایه رشه یا قلمرو دارد، درونمایه قلمرو اطلاع‌شناسی نیز اطلاعات است. لفظ و مفهوم اطلاعات چندان جدید نیست و بیش از شصت سال (از ۱۹۴۰ تا کنون) در باب چیستی آن سخن رفته‌است. اطلاع‌شناسی به عنوان یک قلمرو علمی مستقل، عمر چندانی ندارد.
اصطلاح اطلاع‌شناسی در سال ۱۳۷۲/۱۹۹۳ توسط عباس حری (استاد وقت گروه کتابداری و اطلاع رسانی دانشگاه تهران) (حری، ۱۳۷۲) در ایران عنوان شد و یک سال بعد یعنی در سال ۱۹۹۴ در روسیه به کار رفت (Mokiy، ۱۹۹۴)، احتمالاً بدون آنکه ارائه‌کنندگان این اصطلاح در دو نقطه متفاوت (ایران و روسیه) از کار یکدیگر آگاه باشند. زیرا همین اصطلاح واحد با دو رویکرد متفاوت به کار رفته‌است. 
اصطلاح اطلاع‌شناسی در ایران مبتنی بر دانشی است که به عنوان مبحثی بنیانی می‌کوشد به شناخت اطلاعات، تعیین چهارچوب، و تشخیص ابعاد و وجوه آن بپردازد. اما رویکرد محققان روسیه به این دانش بیشتر متوجه آرایش فضای اطلاعاتی، انگاره‌های ساخت فضای نظامهای گوناگون، و به‌طور اخص، فضای نظام‌های اطلاعاتی است. اطلاع‌شناسی در این مفهوم می‌کوشد تا اطلاعات را در هر پدیده و جریانی جستجو کند و با نگرش سیستمی (عمومی) انواع معرفت را معنایی واحد ببخشد. بدین ترتیب، آنچه را بتوان سامانه تلقی کرد فضایی اطلاعاتی است. زیرا، از این دیدگاه، هر فضا نوعی نظام اطلاعاتی است. به همین دلیل در این رویکرد، مفهوم "فضا" در اطلاع‌شناسی دارای نقشی کلیدی است. دانش اطلاع‌شناسی هر شی یا پدیده را فضای خاصی می‌داند که می‌توان آن را به‌طور مستقل و در کنار فضاهای دیگر با توجه به وضعیت آن و چارچوبی که بستر آن را تشکیل می‌دهد بازشناخت. بنابراین، انواع گوناگون قلمروها و نظامهای مادی، و نیز کلیه فرایندهای طبیعی یا ساختگی، تعامل‌ها، اندیشه‌های مختلف و نتایج آن‌ها را می‌توان با استفاده از منطقی واحد و در بستر معنایی واحد مطالعه کرد. بدین ترتیب، اگر هر شیی یا پدیده را فضا تلقی کنیم و مجموعه عناصر و خصیصه‌های پیرامونی و درونی آن را وضعیت آن فضا بدانیم، اطلاعات از دیدگاه اطلاع‌شناسی چیزی جز "وضعیت فضا" نیست. 